# Liste der Ministerien von Niue

Siegel Niues

Die Liste der Ministerien von Niue listet die drei Ministerien des Inselstaates auf, über die Niue Stand Mai 2018 verfügt.

## Ministerien
- Ministry of Social Services (Ministerium für Soziale Dienste)
- Ministry of Natural Resources (Ministerium für Umwelt)
- Ministry of Infrastructure (Ministerium für Infrastruktur)[1]